# Jameln
Jameln is een gemeente in de Duitse deelstaat Nedersaksen. De gemeente maakt deel uit van de Samtgemeinde Elbtalaue in het Landkreis Lüchow-Dannenberg. Jameln telt 1.101 inwoners.
Sinds de gemeentelijke hervorming in 1972 bestaat Jameln uit tien dorpen:
- Breese im Bruche
- Breselenz (het geboortedorp van Bernhard Riemann)

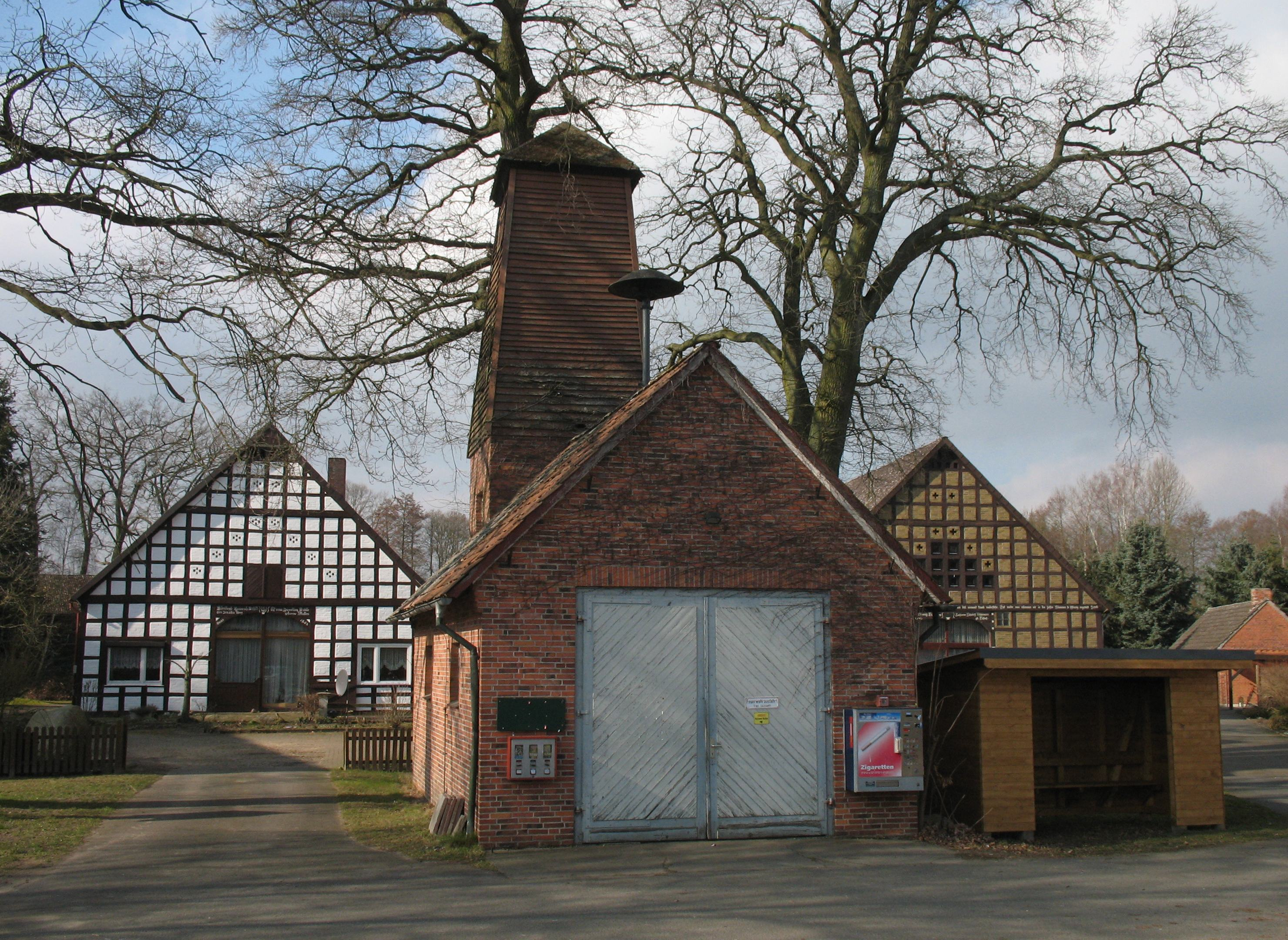
Breselenz

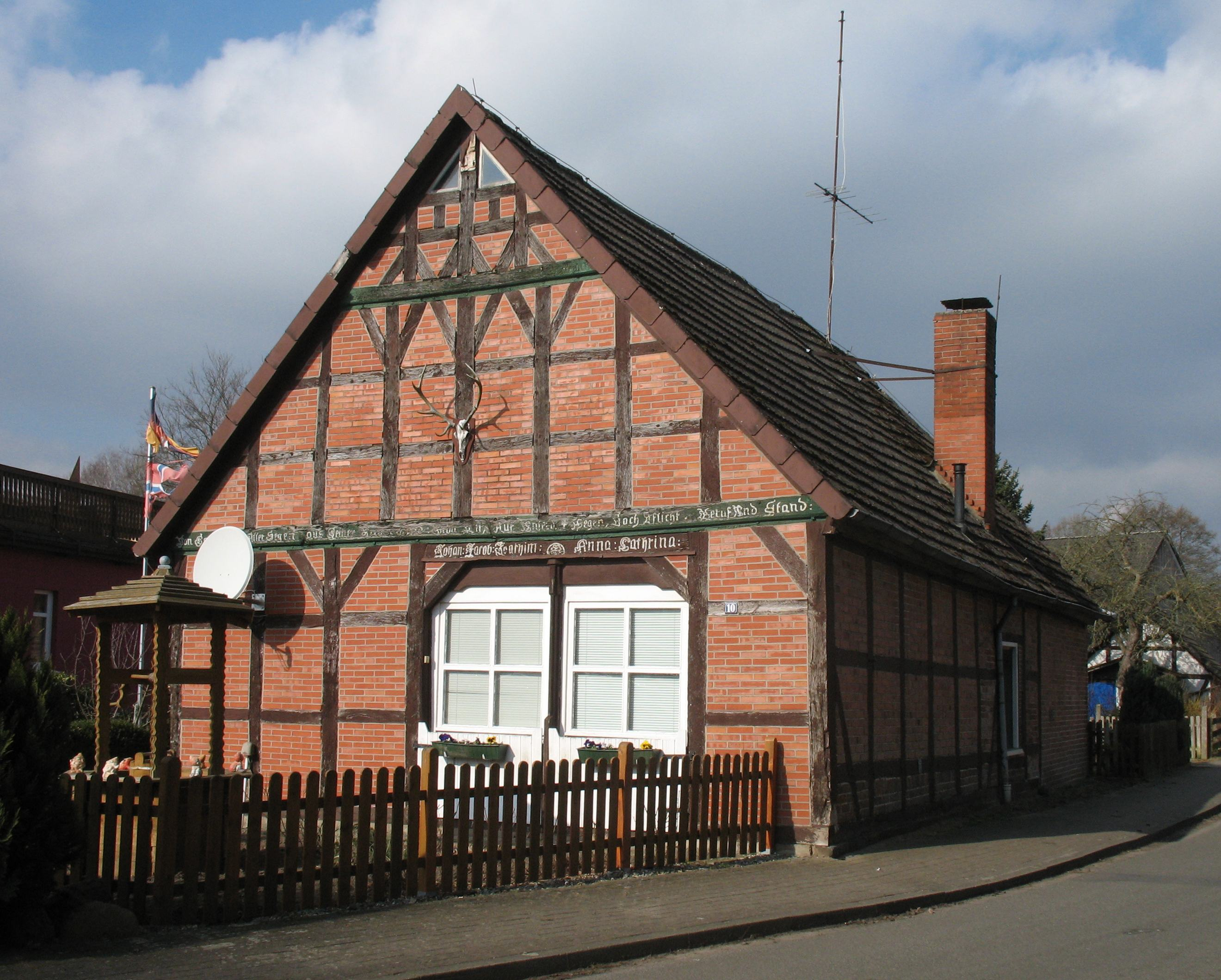
Breselenz

- Breustian
- Jameln
- Langenhorst
- Mehlfien
- Platenlaase
- Teichlosen
- Volkfien
- Wibbese

- Gemeinsame Normdatei: 5308151-1
- MusicBrainz: 63c8cd2b-c049-4b41-9007-0cce48301021
- Virtual International Authority File: 131068103

Bergen an der Dumme · 
Clenze · 
Damnatz · 
Dannenberg · 
Gartow · 
Göhrde · 
Gorleben · 
Gusborn · 
Hitzacker · 
Höhbeck · 
Jameln · 
Karwitz · 
Küsten · 
Langendorf · 
Lemgow · 
Lübbow · 
Lüchow · 
Luckau · 
Neu Darchau · 
Prezelle · 
Schnackenburg · 
Schnega · 
Trebel · 
Waddeweitz · 
Woltersdorf · 
Wustrow · 
Zernien